# 르네 프티
르나토 프티 드 오리(프랑스어: Renato Petit de Ory; 1899년 10월 8일, 아키텐 지방 닥스 ~ 1989년 10월 14일, 바스크 주 온다리비아)는 줄여서 르네 프티(스페인어: René Petit)로 알려진 프랑스 출신 스페인의 공학자로, 젊은 시절 축구 선수로 활약했다. 그는 1910년대에서 1930년대까지 스페인 축구 역사상 인기를 몰던 선수들 중 하나로, 레알 마드리드와 레알 우니온에서 활약했으며, 프랑스 국가대표팀 출전 경험도 있다.

## 생애
르나토 혹은 르네 프티는 생전에 스페인과 프랑스를 떠돌았다. 프티의 부친은 스페인 북부 철도 회사의 직위를 맡던 프랑스 공학자였다. 모친은 스페인인으로 마드리드 출신이었다.
프티는 프랑스의 닥스 출신으로, 공교롭게도 그곳은 모친이 온수 요법을 받으러 다니던 동네였고, 프티는 이룬과 온다바리아 인근의 바스크 마을에서 유년을 보냈는데, 이룬은 부친이 근무하던 스페인 철도의 종점이었다. 프티는 유복한 가정 출신으로 프랑스식으로 철저한 교육을 받았다. 12세가 되었을 때, 그의 가족은 마드리드로 이주하였고, 이곳에서 엘 필라르 고등학교(Colegio El Pilar)를 다녔다.

## 축구 경력
프티는 자신을 공격수로 생각하지 않았고, 동료에게 공을 건내 지원하는 선수로 보았다. 그는 중앙 공격수도 맡을 수 있었지만, 현역 대부분을 미드필더로 활약했다. 많은 이들이 프티가 스페인 축구를 현대화시켰다고 생각했는데, 이전의 중구난방식 축구와 다르게 패스 위주의 방식을 정착시키는데 일조했다고 평했다.

### 마드리드 축구단
엘 필라르 고등학생 시절, 프티는 중앙 공격수로 축구를 시작했다. 그곳에서 그는 레알 마드리드의 2군에 입단했다. 그는 14세의 나이로 1군 현역 무대를 밟았다.
르네와 그의 형 쥐앙 프티는 1914-15 시즌에 보인 활약으로 마드리드의 주목을 받았다. 당시 15세였던 르네는 1910년대 레알 마드리드의 거물로 발돋움했는데, 날렵하고 강력한 프티는 경기를 해석하는 능력으로 인해 현대 축구의 장을 연 선수로 평가되고 있다.
프티는 마드리드 1군 선수로 승진하여 코파 델 레이 결승전에 두 차례 진출했다: 1916년 대회와 1917년 대회에 출전해 후자의 대회에서 우승을 거두었다. 1917년 대회 결승전은 아레나스 게초와의 결승전으로 17세였던 프티를 각인시켰던 경기였다. 르네 프티는 경기장을 가로질러 공을 몰고 들어가 동점골을 득점했고, 마드리드는 리카르도 알바레스의 연장전 결승골로 우승을 거둘 수 있었다.
그의 형은 이 경기에 출전하지 못했는데, 그는 프랑스군에 징집되었기 때문이었다. 그의 형은 제1차 세계 대전에서 중상을 당하면서 현역 생활을 일찍 접을 수밖에 없었다.
프티는 마드리드에서 활약하면서 29경기에 출전해 13골을 기록했고, 코파 델 레이를 1번, 중부 선수권 대회를 2번 우승했다.

### 레알 우니온
프티는 레알 마드리드에서 계속 활약하기보다 고향에서 축구를 계속하기로 결정했다. 그는 레알 우니온 소속으로 1918년에 또다시 코파 델 레이 결승전에 올랐고, 그의 전 소속 구단을 2-0으로 이기는데 공을 세우며, 개인 통산 2번째 대회 우승을 거두었다. 그는 1924년 코파 델 레이 결승전에서도 레알 마드리드와의 결승전에서 또 이기며 다시 우승을 거두었다.